# هری بورارد نیل
هری بورارد نیل (انگلیسی: Harry Burrard Neale؛ ۱۶ سپتامبر ۱۷۶۵ – ۷ فوریهٔ ۱۸۴۰) فرد نظامی اهل پادشاهی متحد بریتانیای کبیر و ایرلند بود.
همچنین برندهٔ جوایزی همچون نشان حمام شده‌است.